# 前438年
| 千纪： | 前1千纪 |
| 世纪： | 前6世纪 \| 前5世纪 \| 前4世纪 |
| 年代： | 前460年代 \| 前450年代 \| 前440年代 \| 前430年代 \| 前420年代 \| 前410年代 \| 前400年代                                                                       |
| 年份： | 前443年 \| 前442年 \| 前441年 \| 前440年 \| 前439年 \| 前438年 \| 前437年 \| 前436年 \| 前435年 \| 前434年 \| 前433年                                         |
| 纪年： | 周考王三年 魯悼公三十年 齊宣公十八年 晉哀公十四年 趙襄子三十八年 秦躁公五年 楚惠王五十一年 宋昭公三十一年 衛敬公二十七年 鄭共公十七年 燕閔公元年 越王朱勾十年 |

## 大事记
- 晋幽公即位。三家分晋开始。
- 克里米亚地区建立博斯普鲁斯王国。
- 雅典中心的帕台农神庙完工。
- 欧里庇得斯著《阿尔刻提斯》。

## 逝世
- 晋哀公
- 品达，希腊诗人，可能逝世于前438年（可能出生于前518年）